# Kościół ewangelicki w Gródku
Kościół ewangelicki w Gródku – kościół w Gródku, w kraju morawsko-śląskim w Czechach, należący do miejscowego zboru Śląskiego Kościoła Ewangelickiego Augsburskiego Wyznania. 

## Historia
Początkowo ewangelicy z Gródek uczęszczali na nabożeństwa do kościoła w Bystrzycy. Gródeckie prezbiterstwo cmentarne 29 czerwca 1923 roku zakupiło ziemię pod teren cmentarza, gdzie 10 września tego samego roku położono kamień węgielny pod budowę kościoła. Prace zakończono w 1924 i 1 czerwca poświęcono świątynię. 
W kościele odbywały się pogrzeby, a w każdą pierwszą niedzielę czerwca obchodzono pamiątkę jej poświęcenia.
Na wieży zamontowano trzy dzwony, które zostały jednak w 1942 roku zabrane na potrzeby wojskowe. W kwietniu 1950 powieszono jeden nowy dzwon, służący do dziś.
24 czerwca 1950 roku oficjalnie założono nowy zbór z siedzibą w Gródku. Pierwsze nabożeństwo odbyło się 6 sierpnia 1950 roku. W tym roku również zakupiono nowe organy oraz wyremontowano dach.
W 1962 roku wstawiono nową ambonę. Dwa lata później kościół został na nowo otynkowany i pomalowany, a w listopadzie 1969 roku oddano w pobliżu do użytku nowy dom zborowy. W kolejnych latach odnowiono wyposażenie kościoła, wstawiono witraż z Różą Lutra oraz drugie drzwi. Na wieży w 1971 roku umieszczono nowy zegar, a 1987 roku zakupiono elektryczne organy. Następnie wyremontowano schody oraz uporządkowano otoczenie kościoła. W 1999 roku wymieniono ogrzewanie budynku na gazowe.